# Jacqueline Brumaire
Jacqueline Brumaire (* 5. November 1921 in Herblay; † 29. Oktober 2000 in Nancy) war eine französische Opernsängerin (Sopran).

## Leben
Brumaire studierte am Conservatoire de Paris bei Madeleine Mathieu. 1946 debütierte sie an der Opéra-Comique als Gräfin in Mozarts Hochzeit des Figaro. Als lyrischer Sopran sang sie hier neben Opern Mozarts u. a. die Mimi in Giacomo Puccinis La Bohème, die Micaela in Georges Bizets Carmen, die Titelrollen in Jules Massenets Manon und Charles Gounods Mireille, die Antonia in Jacques Offenbachs Hoffmanns Erzählungen und 1951 die Emma in der Uraufführung von Emmanuel Bondevilles Madame Bovary.
An der Pariser Oper sang sie 1962 die Donna Elvira in Mozarts Don Giovanni, später die Pamina in der Zauberflöte und die Violetta in Giuseppe Verdis La traviata. An der Mailänder Scala trat sie 1956 als Fiordiligi in Così fan tutte und 1957 in der Titelrolle von Gustave Charpentiers Louise auf.
Sie gastierte in Johannesburg, Prag, Lüttich und Oran und nahm 1962 in Toulouse an der Uraufführung der Oper Hop! Signor von Manuel Rosenthal teil. 1970 zog sie sich vom Opernbetrieb zurück und wurde Professorin für Gesang am Konservatorium von Nancy. 1981 studierte sie mit chinesischen Sängern eine Aufführung der Carmen in Peking ein.
Brumaire wurde als Chevalier du Mérite National und Chevalier des Arts et Lettres ausgezeichnet und 1992 zum Mitglied der Académie Stanislas ernannt.